# متلازمة ملكة النحل

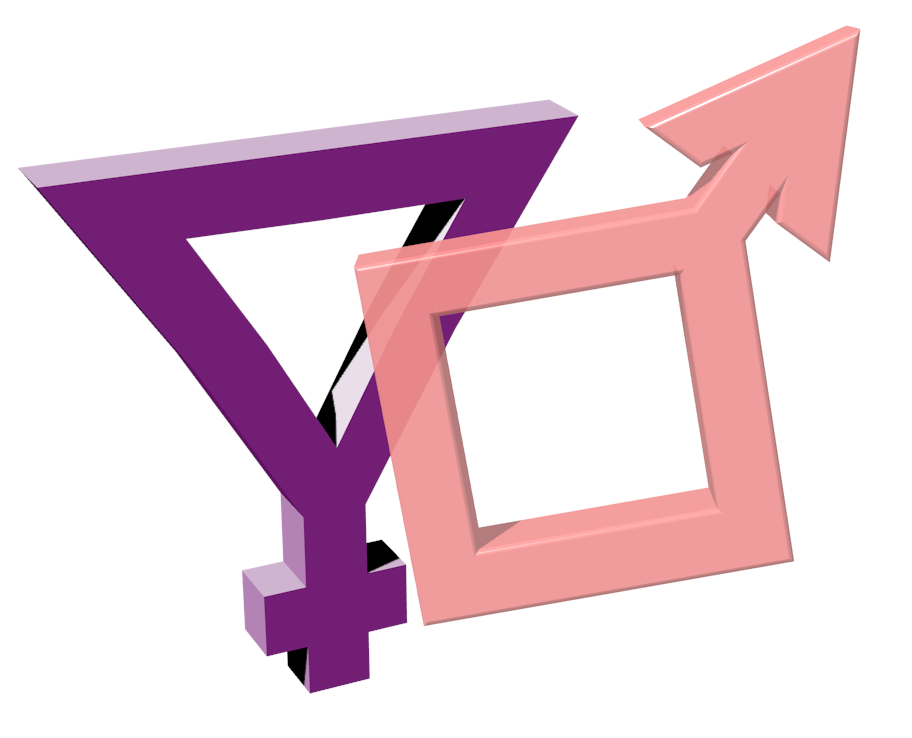

متلازمة ملكة النحل- أو ملكات النحل، مصطلح حديث نسبيًا، وهو يشير إلى ظاهرة اجتماعية حيث تعامل النساء في مناصب السلطة أو القوة النساء الأخريات التابعات لهن بشكل أسوأ من معاملتها للرجال على أساس الجنس فقط ، تم تعريفه لأول مرة من قبل ثلاثة باحثين من جامعة ميتشبغان بالولايات المتحدة الأمريكية، وهم: جراهام ستينس، وتوبي إي جاياراتني، وكارول تافريس في عام 1973. وقد تم توثيق هذه الظاهرة من قبل العديد من مراكز الدراسات. والبعض يعرف المرأة المصابة بمتلازمة ملكة النحل بأنها امرأة نجحت في حياتها المهنية، لكنها لاتريد لباقي النساء النجاح مثلها.
وقد استخدمت البروفيسور دام سالي ديفيز، أول رئيسة أطباء في إنجلترا، هذا المصطلح عام 2014 عندما وصفت تجربتها الخاصة في قطاع الصحة. وقالت "لقد رأيت ذلك بشكل خاص في الطب، ملكات النحل يستمتعن بكونهن المرأة الوحيدة في المجال ويرفضن أي إناث يحاولن التفوق". وهناك من يرى أن "مارغريت تاتشر" اول رئيسة وزراء بالمملكة المتحدة تعد مثال لمتلازمة ملكة النحل، وذلك بسبب عدم تعزيزها للمهن النسائية في حكومتها.
وغالبًا ما يتم استخدام مصطلح "ملكة النحل" بشكل أزدرائي، ويتم تطبيقه على النساء اللاتي حققن النجاح في المجالات التي يهيمن عليها الذكور، وغالبًا ما تتبنى هؤلاء النساء سمات ذكورية، ويبتعدن عن النساء الأخريات في مكان العمل من أجل النجاح. ويرفضن مساعدة النساء الأخريات في الصعود في المراتب كشكل من أشكال الحفاظ على الذات.
وبحسب خبراء العلاقات العامة والتعزيز النفسي الوظيفي، فإن ملكات النحل قد يجعلن بيئة العمل بائسة ولا يمكن احتمالها من قبل مرؤوساتهن في العمل من الإناث، وبمجرد حصولهن على السلطة الكافية قد يعقن تقدم الموظفات وفي بعض الحالات القصوى قد يمارسن التمييز الجنسي ضد الموظفات ويتسببن في أستقالتهن أو فصلهن من العمل.
وعن مصطلح" متلازمة ملكة النحل" تعرب كارول تفريس نفسها عن أسفها لصياغة مثل هذا المصطلح الجذاب لمثل هذا النمط المعقد من السلوك، وتوضح أن المصطلح قد يتم تفسيره بشكل خاطئ مما يوفر فهمً خاطئًا لديناميكيات الإناث في مكان العمل. وقد تكهن علماء من جامعة تورونتو بأن متلازمة ملكة النحل قد تكون السبب في أن النساء يجدن العمل تحت إشراف مديرات أكثر إرهاقًا. ومن جانب آخر تم النظر إلى أن جزءًا من السبب وراء عدم معالجة سلوك ملكة النحل لفترة طويلة ، هو أنه، وعلى العكس من الرجال عندما تصدر النساء في مناصب القيادة أحكامًا على مرؤوساتهن من الإناث ، فغالبًا ما لا يفكر أحد في التساؤل عما إذا كان ذلك يمثل شكلاً نت أشكال التميز بين الجنسين.

## أصول المتلازمة وأسبابها
من الممكن ان تعود متلازمة ملكة النحل إلى الصور النمطية المجتمعية طويلة الأمد، حيث ينظر إلى النساء على أنهن يفتقرن إلى القيادة وإلى صفات الحزم والحسم، والتي غالبًا ما ينظر إليها على أنها مرادفة للرجولة. مما يشكل ضغطًا على النساء لتبني مثل هذه الصفات خاصة في بيئات العمل التي يشكل فيها الرجال الأغلبية. ومع وجود عدد فليل من المناصب العليا المتاحة للنساء ، تشعر ملكات النحل أنهن بحاجة إلى حماية مكانتهن من خلال إظهارسمات ذكورية كشكل من أشكال التباعد بين المجموعات الذاتية.وعليهن إثبات أنفسهن بأنهن لا يشبهن النساء الأخريات من أجل تحقيق النجاح.
وفي مرحلة الطفولة يتم تربية الأولاد على أن يكونوا قادة وصناع قرار، في الوقت الذي يتم فيه تحذير الفتيات من أنهن إذا كن متسلطات للغاية فلن يحظين بالحب، وفي تجربة أجرتها جويس بيننسون ، اكتشفت أنه بين الأطفال الذين تبلغ أعمارهم خمس سنوات كان الصبي المهيمن يحظى باحترام الأطفال الآخرين، في حين كانت الفتاة المهيمنة مكروهة من قبل الفتيات الأخريات.
والأبحاث الحديثة تفترض أن متلازمة ملكة النحل قد تكون نتاجًا لتأثيرات ثقافية، خاصة تلك المتعلقة ببيئة العمل الحديثة. وقد خلصت إحدى الدراسات التي اجريت في هولندا إلى أن النساء اللاتي أظهرن أكبر قدر من ميول "ملكة النحل" ، هن نفس النساء اللاتي عانين من أعلى مستويات التمييز القائم على النوع الاجتماعي والمفروض على النساء اللاتي يحاولن التقدم في حياتهن المهنية. ويفترض الباحثون ايضًا أن سلوك ملكة النحل قد يتطور لدى النساء اللاتي حققن مناصب عليا قي مجالاتهن ، كطريقة للدفاع عن أنفسهن ضد التحيز الجنسي الذي يعانين منه في مكان العمل, إن ابعاد أنفسهن عن المرؤوسات من الإناث اللاتي يحاولن بدورهن التقدم في الحياة المهنية ، يسمح لملكات النحل بالتواصل مع زملائهن الذكور مع اظهار الصفات الذكورية النمطية مثل الحزم او القيادة والتي ترتبط بالنجاح، ومن خلال إظهار هذه السمات الذكورية تعمل ملكات النحل على إضفاء الشرعية على حقهن في التواجد في مناصب مهنية مهمة بالإضافة إلى تحقيق ما يسمى بالأمن الوظيفي من خلال إظهار الالتزام بحياتهن المهتية.
وقد أظهرت بعض الأبحاث أن النساء اللاتي يتمتعن بصفات ملكة النحل أقل ميلًا لتوظيف المرأة عند الاختيار بين ذكر مؤهل تأهيلاً عاليًا وبين أنثى مؤهلة نفس التأهيل، وذلك بسبب تهديد المنافسة.

## أعراض المتلازمة وعلاماتها
هناك من يري أن هناك مجموعة من العلامات، التي يمكن من خلالها التعرف إلى ملكة النحل في منصب ما، ومنها
- وجود بيئة عمل معادية أو تنافسية بين الموظفات.
- عزل المرؤوسات من النساء وتعطيل إمكاناتهن.
- رفض منح الثقة أو الأعتراف بإنجازات الموظفات.
- جعل الموظفات يشعرن بالدونية.
- تفضيل وترقية الموظفين الذكور عن الإناث بغض النظر عن الأداء المهني.

## انتقادات النظرية
الأبحاث الحديثة التي تستخدم آلية تحديد سببية قوية، تعارض وبشدة وجود متلازمة ملكة النحل، وتشير نتائج هذه الأبحاث إلى أن الابحاث السابقة كانت متحيزة ، إما عن طريق استنباط حالات مؤكدة ، أو أن البيانات الرصدية القائمة على مقاييس الأستبيان كانت متحيزة. ويرى البعض أن ظاهرة ملكة النحل تعمل بشكل غير مباشر على إدامة الصور النمطية الجنسانية التي عفا عليها الزمن، وأن هذا المصطلح يقوض التقدم المهني للمرأة وقدراتها، ويشوه من سمعة مجموعات النساء في المجال المهني. ويأتي انتقاد آخر للنظرية من الأعتقاد بأنها تعزز من رواية "إلقاء اللوم على المرأة".